# Què?
Què? (títol original en italià: Che?) és una pel·lícula franco-germano-italiana, dirigida per Roman Polanski. El film, rodat a la Riviera i principalment en italià, es va estrenar el 1972.
Interpretat entre altres per Sydne Rome, Marcello Mastroianni, Romolo Valli i Richard Griffith, la pel·lícula és una comèdia desenfrenada i burlesca, l'única de Polanski. És igualment l'única pel·lícula italiana de Polanski, que no l'estima massa. Per contra Gérard Brach, coguionista, adora aquesta pel·lícula. Ha estat doblada al català.

## Argument
Nancy, una jove estatunidenca, es refugia a la vil·la d'un vell anglès, Noblart, per escapar a una violació. Allà, trobarà una galeria de personatges extravagants i histèrics…

## Repartiment
- Marcello Mastroianni: Alex
- Sydne Rome: Nancy
- Hugh Griffith: Joseph Noblart
- Guido Alberti: el Capellà
- Romolo Valli: Giovanni
- Gianfranco Piancentini: Tony
- Roger Middleton: Jimmy
- Roman Polanski: Moustique

## Producció

### Gènesi del projecte
Després dels problemes de rodatge de la pel·lícula Macbeth, Roman Polanski volia crear una pel·lícula més lleugera de tendència eròtica. En principi, s'havia de dir  El dit màgic  i contava la història d'una actriu principiant que cau en les mans d'un productor obsés sexual. El paper del productor havia estat proposat a Jack Nicholson que no es va embalar per al projecte. Polanski va decidir llavors fer un guió nou. El productor és un multimilionari excèntric i l'actriu principiant una hippy que viatja amb el mínim d'equipatge.

### Rodatge
El rodatge va tenir lloc l'estiu de 1972 en una vil·la prestada pel productor Carlo Ponti a Amalfi a la província de Salern a la regió Campània. Algunes escenes han estat rodades als estudis Cinecittà de Roma.

### Rebuda
La pel·lícula no tindrà molt d'èxit, i Polanski, després, rodarà la més famosa Chinatown als Estats Units.